# 京屋襟店
『京屋襟店』（きょうやえりみせ）は、1922年（大正11年）に製作・公開された日本映画である。日活向島撮影所製作、田中栄三脚本・監督。モノクロ・サイレント。東京下町の老舗京屋が、主人と息子の放蕩で没落し、最後に火事で焼失するまでを、四季の移り変わりの中で描く。女形を起用した旧来の新派調映画ではあるが、その写実的手法で革新的映画の一つとも呼ばれ、最高傑作として評価された。現在、フィルムは現存していない。
日活向島撮影所最後の新派映画であり、日本映画全体からみても、女形出演の新派映画として最後の輝きを持った作品となった。一部半玉役に女優が出演しているが、基本は女形による芝居となっており、その女形が持つ頽廃美を極度に発揮して、下町情緒を耽美的にとらえた。
撮影所のグラスステージいっぱいに襟店のセットを一軒丸ごと構築し、カメラを引く場合はセットの壁を取り外して撮影された。また、人工光線（ライト）を使って夜間撮影を行い、陰影のある美しい映像を作りだした。その舞台装置は亀原嘉明が務め、助監督には溝口健二がついている。
同年12月30日、正月映画として浅草・オペラ館で封切られた。

## キャスト
- 京屋襟店の主人山田新七：藤野秀夫
- その妻おあき / 旧役者市川米次：大井吉弥
- その息子新之助：新井淳
- その妹おさと：小栗武雄
- 京屋の番頭源次郎：宮島啓夫
- 京屋の中番頭梅吉：島田嘉七
- 京屋の老中おきく：中村吉次
- 京屋の小僧浜吉 / 小料理店青柳の娘おてる / 土工の六：木藤しげる
- 京屋の小僧長太郎：吉田信太郎
- 新橋芸者叶家の小直：東猛夫
- 小直の女中おさだ / 土工の五：邦江弘久
- 町内の遊び人勇さん：宮島健一
- 町内の鳶の者金さん：小泉嘉輔
- 踊の師匠藤間勘登女：五月操
- 新橋の芸者小しづ：竹内達弥
- 新橋の芸者花若 / 郵便を入れに来る女 / 看護婦：青柳武
- 新橋の芸者小文：松本金五郎
- 新橋の芸者ゆめ子：森清
- 半玉きみ丸 / 辻売りの小娘 / 歌留多を取る近所の娘おきぬ：中村米子
- 半玉しめ子 / 同娘おぬひ：杵屋せい子
- 半玉豆子 / 同娘お梅：沢井すみ子
- 踊の地を弾く女：杵屋吉次
- 甲州の土工の親分岩山権蔵：山本嘉一
- その親分大宮雷太：川上吾郎
- 般若の虎という悪者：横山運平
- 土工の一 / 火の番の老爺：高木桝次郎
- 土工の二 / 雨の中の俥夫 / 鮎漁の船頭：戸田弁流
- 土工の三 / 医師岡野周太郎：荒木忍
- 土工の四 / 流しの按摩：竹川春芳

## スタッフ
- 監督・原作・脚色：田中栄三
- 撮影：大洞元吾
- 舞台装置：亀原嘉明
- 助監督：溝口健二

## 註
1. ↑  筈見恒夫著『映画五十年史』p.96
2. ↑  飯島正著『日本映画史 上巻』p.45
3. ↑  佐藤忠男著『増補版日本映画史1』
4. ↑  田中純一郎著『日本映画発達史 I 活動写真時代』p.364-368
5. ↑  新藤兼人著『ある映画監督 溝口健二と日本映画』p.107
6. ↑  『溝口健二集成』p.153